# جوديث الكارينثية
جوديث الكارينثية (توفيت عام 991)، والمعروفة أيضًا باسم جوديث البافارية، هي امرأة نبيلة كارينثية.
لا يُعرف سوى القليل من المعلومات المؤكدة عن حياتها، يربط العلماء عادةً نسبها بسلالة لويتبولدية بسبب اسمها الذي كان شائعًا في هذه العائلة وأيضًا بسبب حقيقة أن زوجها أوتو حصل على دوقية كارينثيا، وهو ما كان من المحتمل أن يكون كذلك لو كانت من هناك، من المفترض أن جدها يكون أرنولف دوق بافاريا وابنة ابنه هاينريش.
تزوجت من الكونت أوتو من فورمسجاو الذي أصبح دوقًا لكارينثيا منذ عام 978، ومن المحتمل أن جوديث وأوتو عاشا فيها بالفعل قبل ذلك العام، أصبح ابنها الثاني برونو لاحقاً البابا غريغوري الخامس، ومن خلال ابنها هنري من شباير أصبحت جدة الإمبراطور الروماني المقدس كونراد الثاني، وتوفيت عام 991، ودُفنت في أحد المقابر الستة أمام المذبح في كاتدرائية فورمس.

## الذرية
أنجبت من زوجها أوتو أربعة أطفال معروفين وهم:
- هنري شباير (توفي قبل عام 1000)؛ كونت في فورمسغاو.
- البابا غريغوري الخامس (توفي سنة 999).
- كونراد الأول دوق كارينثيا (توفي عام 1011).
- غيوم الأول أسقف ستراسبورغ (توفي عام 1047).